# Accident de l'Antonov An-124 à Irkoutsk en 1997
Le 6 décembre 1997, un Antonov An-124-100 des forces aériennes russes, en route depuis l'aéroport de Irkoutsk-Nord-Ouest (ru) pour la base de Cam Ranh au Viêt Nam, s'est écrasé dans un quartier résidentiel peu après le décollage.
Loué par Ukrainian Cargo Airways, l'avion transportait deux avions de chasse Soukhoï Su-27 pour leur livraison à la force aérienne populaire vietnamienne, avec une escale prévue à Vladivostok.
En 1998-1999, l'église de la Nativité du Christ (ru) a été construite sur le site du crash.

## L'avion

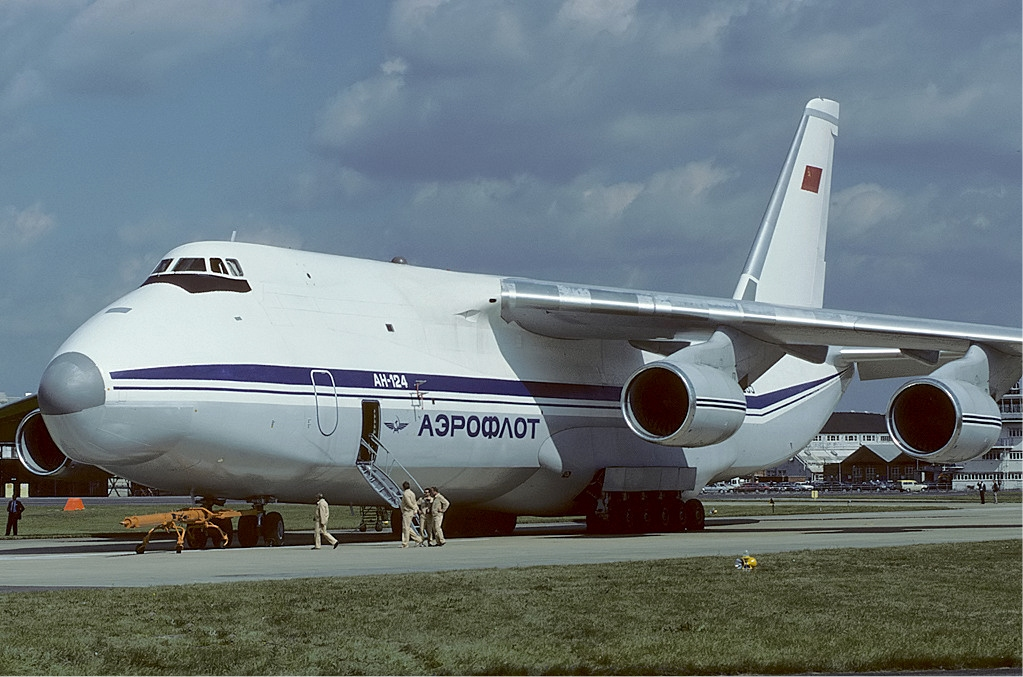
L'avion impliqué dans l'accident en 1986, dans sa précédente livrée d'Aeroflot.

L'avion Antonov An-124-100 qui s'est écrasé a d'abord été loué par la compagnie aérienne Aeroflot en 1985, avec un premier vol le 30 octobre 1985. Le 14 février 1988, sa possession a été transférée à l'armée de l'air russe, sous le 566e régiment de transport militaire basé à l'aéroport de Seshcha, avec une immatriculation (numéro de queue) « RA-82005 ». Le jour de l'accident, l'avion avait effectué 576 cycles pour l'armée de l'air russe et avait effectué plus de 1 034 heures de vol.

## L'accident
Le 6 décembre 1997, le RA-82005, sous les ordres du lieutenant-colonel Vladimir Arkhipovich Fedorov, devait transporter deux chasseurs russes Soukhoï Su-27UBK, pour une masse totale de 40 tonnes, vers le Viêt Nam.
À 14 h 42, l'avion a décollé de la piste 14 d'Irkoutsk. Toutefois, seulement trois secondes après s'être élevé au-dessus de la piste, à seulement cinq mètres de hauteur, le moteur no 3 a été victime d'un phénomène de pompage et l'avion a subi une augmentation de sa vitesse angulaire. L'augmentation de l'angle d'attaque qui en a résulté a créé une perturbation du flux d'air entrant dans les autres moteurs, causant un pompage dans le no 1, suivi d'une coupure du no 2 huit secondes après le décollage, à une altitude de 66 mètres. Manquant de puissance et étant incapable de continuer sa montée, l'avion a commencé à suivre une trajectoire descendante.

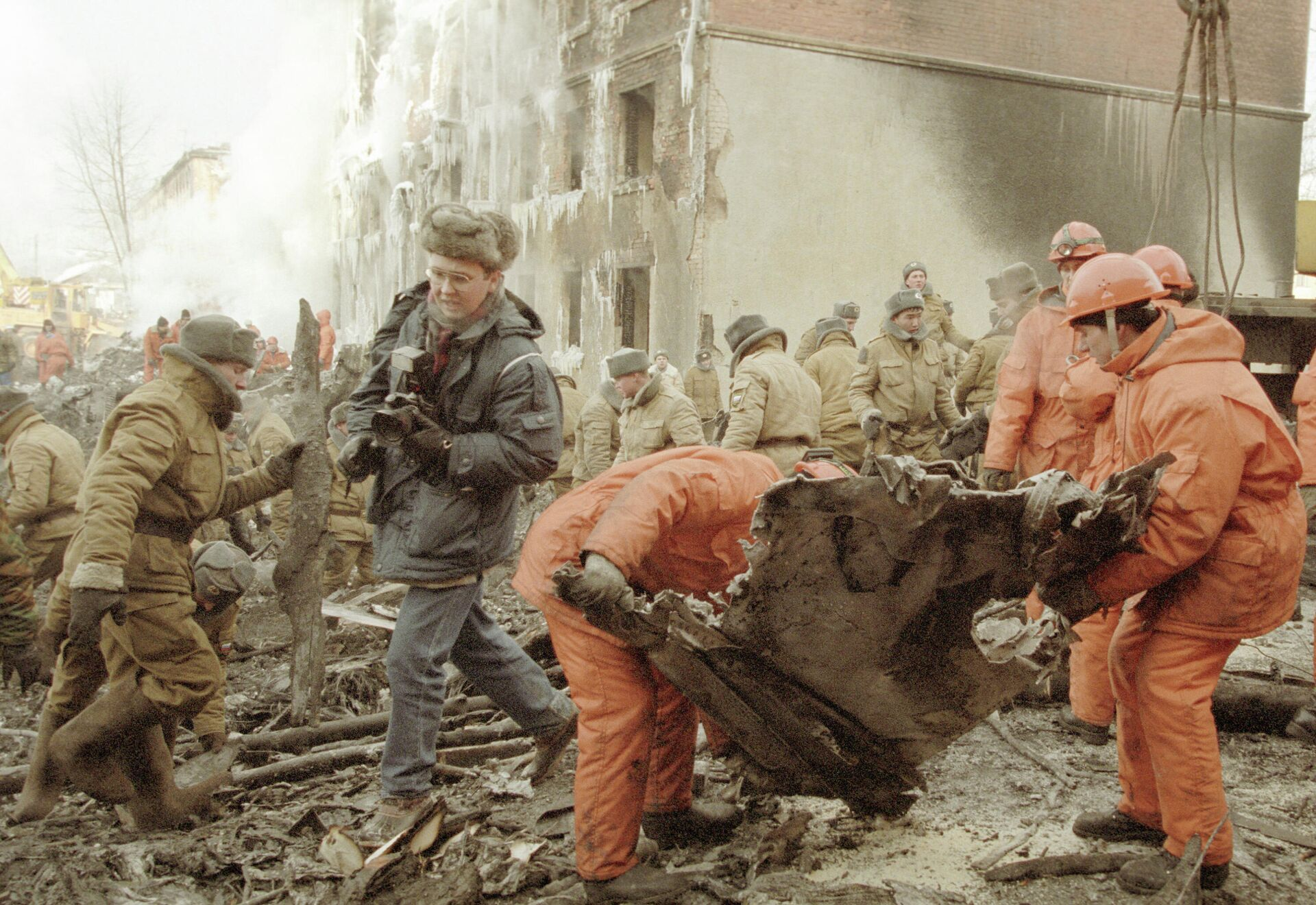
Opération de secours à la recherche de survivants.

Bien que les pilotes aient essayé de maintenir un certain contrôle de l'appareil avec le seul moteur encore en marche sur les quatre qui équipent l'appareil, l'avion n'a pas pu retrouver des caractéristiques de vol correctes et s'est écrasé à 1 600 m de la piste dans un immeuble d'habitations, le no 45 sur la rue de Mira. La section de queue de l'Antonov a lourdement endommagé l'immeuble au no 120 et un orphelinat avoisinant.

## Bilan humain et matériel
L'accident a entraîné la mort des 23 personnes de l'équipage à bord de l'avion, ainsi que de 49 personnes présentes au sol (dont douze enfants de l'orphelinat). Plus de 70 familles ont été laissées sans abri en raison des dégâts infligés sur les deux blocs par l'impact de l'avion.
Les dommages causés aux infrastructures ont été aggravés par l'embrasement des tonnes de carburant qui se sont échappées de l'avion lors du crash.

## Enquête
Une commission spéciale a été créée pour enquêter sur les causes de la catastrophe.
Les deux enregistreurs de vol, y compris l'enregistreur vocal du poste de pilotage (Cockpit Voice Recorder, ou CVR), étaient au centre de l'incendie et étaient trop endommagés pour fournir des données significatives. La cause de la défaillance des trois moteurs à la fois a été officiellement reconnue comme étant la surcharge excessive de l'avion.
Dans une interview avec le journal Moskovsky Komsomolets, le pilote d'essai Alexander Akimenkov a déclaré que la cause de l'accident du RA-82005 à Irkoutsk pourrait être l'appel d'un des passagers sur le téléphone radio chinois, qui aurait affecté le fonctionnement de l'électronique de bord.

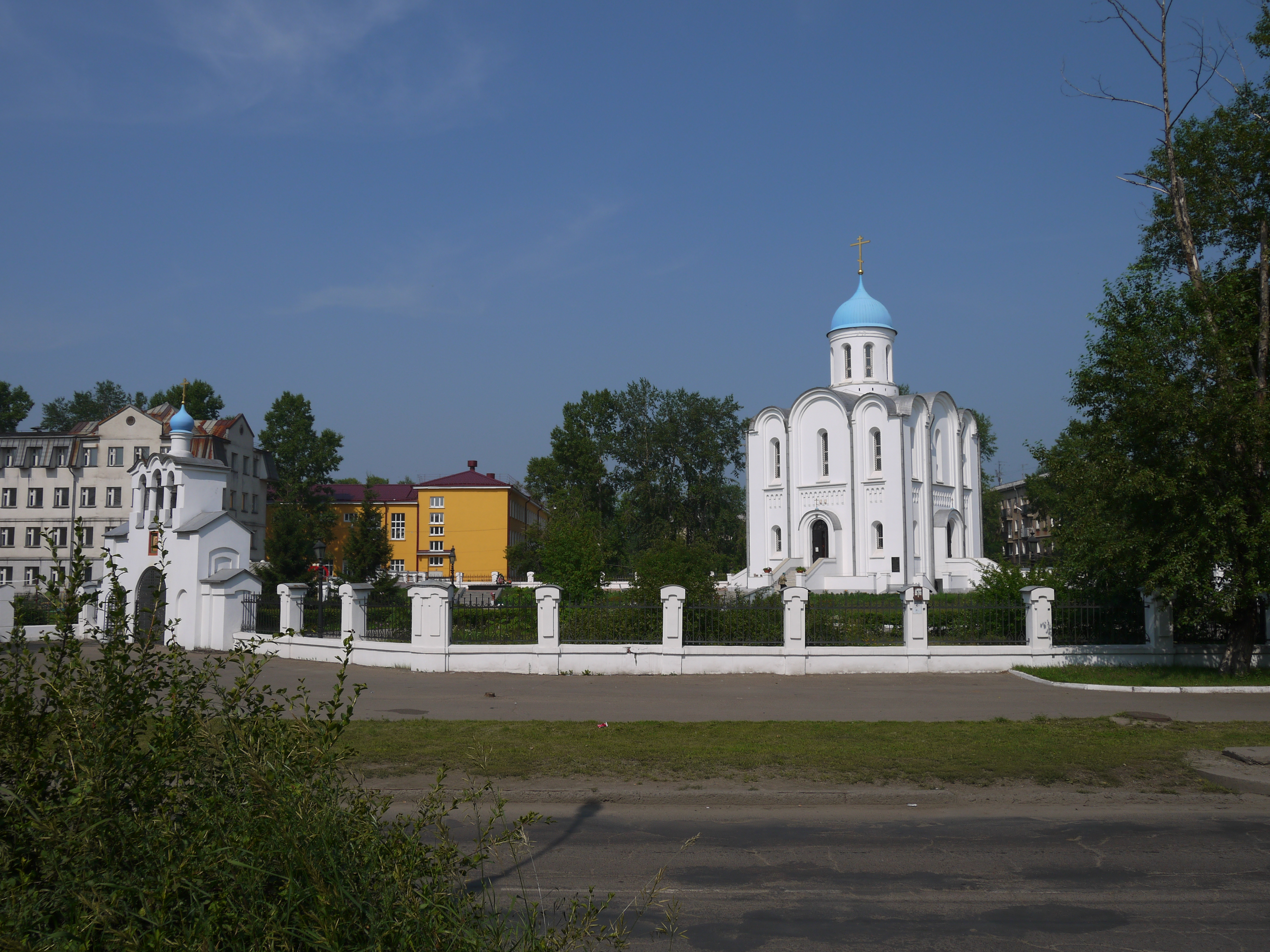
L'église construite sur le site du crash.

Le major général Boris Toumanov, ancien chef du service de sécurité aérienne de la Force aérienne russe (1993-2002) et également membre de la commission d'enquête sur les accidents aériens avec des avions militaires, a déclaré à Moskovsky Komsomolets que la cause de l'accident était la défaillance des trois moteurs en raison de la surcharge de l'avion.
En 2009, le Dr Feodor Mouravchenko, concepteur général au bureau de conception (OKB) Ivtchenko-Progress ZMKB (qui est le développeur des moteurs D-18T de l'An-124), a donné sa propre version des causes de la catastrophe. Sur la base d'une série de recherches et d'expériences et de leurs propres calculs théoriques, il a conclu qu'une situation de catastrophe a été causée par une teneur élevée en eau (en excès par rapport à la norme) dans le carburant de l'avion (kérosène). Cette teneur élevée en eau aurait entraîné la formation de glace et le colmatage des filtres à carburant, provoquant la défaillance des moteurs,,,.